# Paul Beatty
Paul Beatty (n. 1962, Los Angeles, California, SUA) este un autor american și profesor asociat de scriere la Universitatea Columbia .  În 2016, a câștigat National Book Critics Circle Award și Premiul Man Booker pentru romanul său The Sellout . A fost pentru prima dată când un scriitor din Statele Unite a fost onorat cu Man Booker.

## Tinerețe si educație
S-a născut în Los Angeles, California și  în 1962, Beatty  primește o diplomă de Maestru în Arte Plastice în scrieri creative de la Brooklyn College și o diplomă de masterat în psihologie de la Universitatea din Boston. Este absolvent al Liceului El Camino Real din 1980 din Woodland Hills, California.

## Carieră
În 1990, Beatty a fost premiat ca  fiind  primul campion Grand Poetry Slam campion al Nuyorican Poets Cafe .  Unul dintre premiile pentru câștigarea titlului de campion a fost  carte- afacere care a dus la primul său volum de poezie, Big Bank Take Little Bank (1991).  A urmat o altă carte de poezie, Joker, Joker, Deuce (1994) și aparențe care  interpretează poezia lui pe MTV și PBS (în seria The United States of Poetry ).  În 1993, i s-a acordat o subvenție din partea Fundației pentru Artele Contemporane Subvenții pentru artiști. 
Primul său roman, The White Boy Shuffle (1996), a primit o recenzie pozitivă în The New York Times de la criticul Richard Bernstein, care a numit cartea „o explozie de căldură satirică din inima talentată a vieții negre americane”.  Cel de-al doilea roman al său, Tuff (2000), a primit o notă pozitivă în revista Time, unde a fost descris ca fiind „ca un cântec de rap metaforic, personajele sale povestind lupta și supraviețuirea cu bravura hip-hop-urilor”.  În 2006, Beatty a editat o antologie de umor afro-american numită Hokum și a scris un articol în The New York Times despre același subiect.  Romanul său din 2008, Slumberland, a fost despre un DJ american în Berlin, iar criticul literar Patrick Neate a spus: „În cel mai bun caz, scrierea lui Beatty este șocant de original, dificil și foarte amuzant”. 
În romanul său din 2015 The Sellout , Beatty relatează un fermier urban care încearcă să conducă o revitalizare a sclaviei și segregării într-un cartier fictiv din Los Angeles. În The Guardian, Elisabeth Donnelly a descris-o ca „o operă magistrală care îl consacră pe Beatty drept cel mai amuzant scriitor din America”,  timp ce criticul literar Reni Eddo-Lodge a numit-o „vârtej de satiră”, continuând să spună: „Totul despre complotul din  The Sellout este contradictoriu. Conceptele sunt suficient de reale pentru a fi credibile, dar suficient de suprarealiste pentru a vă ridica sprâncenele. "  Cartea a durat mai mult de cinci ani pentru a fi finalizată. 
The Sellout a primit premiul Cercului Național al Criticilor de Carte 2015 pentru ficțiune   și Premiul Man Booker 2016 .   Beatty este primul american care a câștigat Premiul Man Booker, pentru care toate romanele în limba engleză au devenit eligibile în 2014.  

## Premii si onoruri
- Premiul Creative Capital 2009 pentru Slumberland
- Premiul National Book Critics Circle Award (Ficțiune), câștigător pentru The Sellout . [25]
- Câștigător al Premiului Man Booker 2016 pentru The Sellout .
- Lista lungă a Premiului literar internațional Dublin 2017 pentru The Sellout

## Lucrări
- Big Bank Take Little Bank (1991). Nuyorican Poets Cafe Press.ISBN: 0-9627842-7-3
- Joker, Joker, Deuce (1994).ISBN: 0-14-058723-3ISBN 0-14-058723-3

### Ficțiune
- The White Boy Shuffle (1996).ISBN: 0-312-28019-XISBN 0-312-28019-X [12]
- Tuff (2000). Alfred A. Knopf.ISBN: 0-375-40122-9ISBN 0-375-40122-9
- Slumberland (2008). Bloomsbury SUA,ISBN: 978-1596912410
- The Sellout (2015). New York: Farrar Straus Giroux. Londra: Oneworld Publications, 2016.ISBN: 978-1786071477ISBN 978-1786071477 (Hardback), 978-1786070159 (Paperback)

### Volum editat
- Hokum: An Anthology of African-American Humor (2006). Bloomsbury SUA.ISBN: 978-1596911482ISBN 978-1596911482